# Aluf

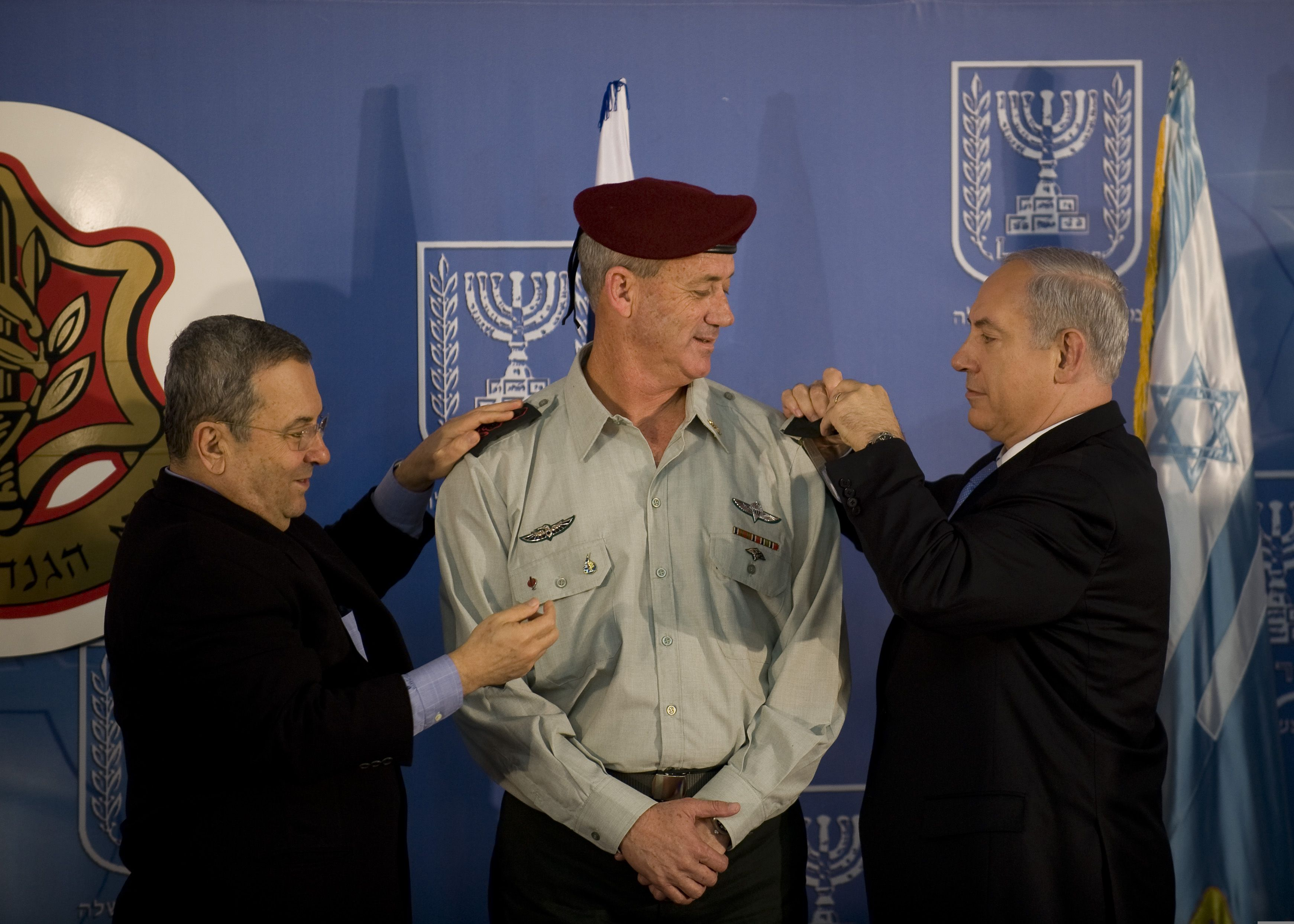
Benny Gantz gepromoveerd tot Rav Aluf

Aluf (Hebreeuws: אלוף, letterlijk 'kampioen' of "leider van een groep" in het Bijbels Hebreeuws; Arabisch: ألوف, geromaniseerd: 'Ālūf) is een hoge militaire rang in het Israëlisch defensieleger (IDF).
Deze rang is gelijk aan de bekende rangen:
- Generaal
- Generaal
- Avi Gil als Tat Aluf van de IDFLuitenant-admiraal

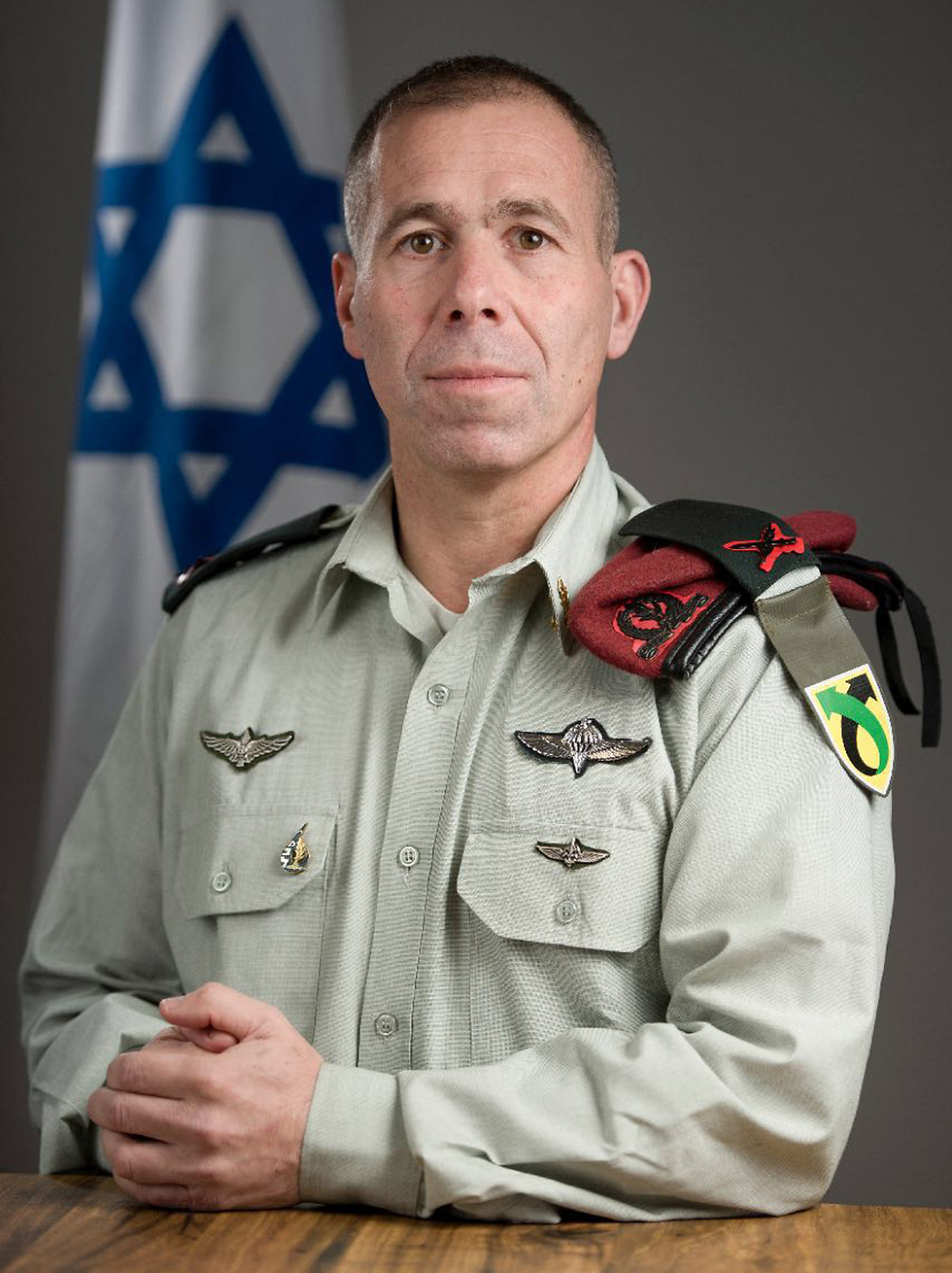
Avi Gil als Tat Aluf van de IDF

Naast de aluf-rang zelf, zijn er vier andere rangen die afgeleid zijn van het woord. Samen vormen ze de vijf hoogste rangen in de IDF.
Behalve dat het een militaire rang is, wordt "Aluf" ook gebruikt in een civiele context, met name in de sport, wat "kampioen" betekent.

## Afleiding
De term aluf komt uit de Bijbel (אַלּוּף ’allūp̄): de Edomieten gebruikten het als een adellijke rang, terwijl de latere boeken van de Tenach het ook gebruiken om Israëlitische kapiteins te beschrijven, b.v. Zacharia 9:7, 12:5-6 en later, bijvoorbeeld Psalm 55:13, waar het wordt gebruikt als een algemene term voor leraar. Het komt van een Semitische stam die "duizend" betekent, waardoor een 'allūp̄ degene is die duizend mensen beveelt. De grondtekst verbindt echter het woord dat wordt gebruikt om de hertogen van Edom te beschrijven, met een andere wortel "alf" die een leraar aanduidt en de wortel voor het dierlijke 'os' waarvan de letter Aleph zelf is afgeleid, in plaats van eleph duizend, hoewel ze beide bestaan uit dezelfde 3 letters.

## Rangen
In tegenstelling tot veel andere landen betekenen alle rangen bij de IDF het zelfde voor alle krijgsmachtonderdelen.
| Krijgsmacht onderdeel | Generaal           | Generaal         | Generaal              | veldofficieren     | veldofficieren    |
| --------------------- | ------------------ | ---------------- | --------------------- | ------------------ | ----------------- |
| IDF                   |                    |                  |                       |                    |                   |
| רב-אלוף Rav aluf      | אלוף Aluf          | תת-אלוף Tat aluf | אלוף משנה Aluf mishne | סגן-אלוף Sgan aluf |                   |
| Afkorting             | רא״ל Ra'al         | אלוף Aluf        | תא״ל Ta'al            | אל״ם Alam          | סא״ל Sa'al        |
|                       |                    |                  |                       |                    |                   |
| Bekende benamingen    | Luitenant-generaal | Majoor generaal  | Brigadier generaal    | Kolonel            | Luitenant kolonel |